# La Revue musicale belge
La Revue musicale belge est une revue consacrée à la vie musicale en Belgique qui fut publiée toutes les deux semaines de mai 1925 à décembre 1939.
Cette revue fut fondée par les compositeurs Paul Gilson et Marcel Poot.
Paul Gilson en fut le directeur artistique, le rédacteur en chef en fut le compositeur-peintre-écrivain Jean De Bremaeker, collaborateur également de la revue littéraire Tribune, et le secrétaire Jean Chausse.

## Référence
- (nl) Cet article est partiellement ou en totalité issu de l’article de Wikipédia en néerlandais intitulé « La Revue Musicale Belge » (voir la liste des auteurs).